# Conzieu
Conzieu är en kommun i departementet Ain i regionen Auvergne-Rhône-Alpes i östra Frankrike. Kommunen ligger  i kantonen Belley som ligger i arrondissementet Belley. Kommunens areal är 7,2 km². År 2022 hade Conzieu 148 invånare.

## Befolkningsutveckling
Antalet invånare i kommunen Conzieu
Referens: INSEE